# Krkonoši
Krkonoši (češko [kr̩konoʃɛ]) ali Karkonosze (poljsko [karkɔnɔʂɛ]) nemško Riesengebirge, šlezijska nemščina Riesageberge) je gorovje na severu Češke in jugozahodu Poljske. Je del gorovja Sudeti (del Češkega masiva). Češko-poljska meja, ki ločuje zgodovinski regiji Češko in Šlezijo, poteka vzdolž glavnega grebena. Najvišji vrh, Snežka (poljsko Sniezka, nemško Schneekoppe), je najvišji vrh Češke z nadmorsko višino 1603 metre.
Na obeh straneh meje so velika območja narodnih parkov na Češkem in Poljskem, skupaj sta čezmejni biosferni rezervat v okviru Unescovega programa Človek in biosfera. Reka Laba izvira v Krkonoših. Veliko večjih smučišč, pohodništvo, kolesarjenje in druge dejavnosti so zanimive za turizem.

## Ime
Češko ime "Krkonoše" se prvič omenja v ednini "Krkonoš" leta 1492 v zapisu o delitvi dvorca v kraju Štěpanice na dva dela. Prvi zemljevid z imenom sega v leto 1518, ko je Mikuláš Klaudyán goro zapisal kot Krkonoss. Izvor imena se običajno razlaga kot zmes krk ali krak – staroslovanska beseda za Krummholz (sklic na lokalno vegetacijo – zverižen les) – in noš – ki izvirajo iz nosit (prenos). Druge teorije omenjajo povezavo s predindoevropsko besedo corconti, ki je prva s Ptolemajevega seznama in se nanaša na predkeltska ali germanska ljudstva.
V kroniki Trautenau (Trutnov) Simona Hüttelsa iz leta 1549 se ime Hrisenpergisches Gebirge, Hrisengepirge, Riesengebirge, Riesengebirge pojavi prvič, vendar se v naslednjih stoletjih pojavi še nekaj drugih imen. Zemljevid Martina Helwiga Šlezija omenja Rissenberg.
Přibík Pulkava jih leta 1380 imenuje Sněžné hory (zasnežene gore). Češki pisatelj Bohuslav Balbín je leta 1679 zapisal, da so gore znane pod različnimi imeni: Krkonoše (Cerconossios), Rhipaeos Montes, Obrovski, Snežne gore ali Riesen Gebirge.
Sodobno ime Krkonoše (češko), Riesengebirge (nemško) in Karkonosze (poljsko) je postalo široko sprejeto šele v 19. stoletju.

## Geografija
Obseg Krkonošev je 631 km², 454 km² na Češkem in 177 km² na Poljskem.
Glavni greben pogorja poteka od vzhoda proti zahodu in sestavlja mejo med Poljsko in Češko. Njegov najvišji vrh, Snežka/Sniezka, je najvišji vrh na Češkem. Šlezijski severni del na Poljskem se strmo spušča v dolino Jelenia Góra, medtem ko se južni češki del počasi znižuje v Češko kotlino. V severovzhodni smeri Krkonošev se nadaljuje do Rudawy Janowickie, na jugovzhodu do Rýchory. Prelaz Novosvětský průsmyk (poljsko: Przełęcz Szklarska) pri kraju Jakuszyce je zahodna meja z Jizerskim gorovjem.
Češki greben na Češkem, ki poteka vzporedno z glavnega grebena, sestavlja drug greben (imenovan tudi notranji greben). Pri kraju Špindlerjev Mlin reka Laba deli Češki greben.
Grebeni so razdeljeni z rekami: Laba, Mumlava, Bílé Laba, Velka Upa, Malá Upa in Jizera, ki izvira v Jizerskem pogorju. Reke na češki strani pogosto padajo čez strme robove v doline, ki so jih v preteklosti ustvarili ledeniki. Največji slapovi na južni strani gore so Labský slapovi z višino 50 m, Pančavský slap (140 m, najvišji slap na Češkem), Horní Úpský slap, Dolní Úpský slap in Mumlavský slap (10 m). Najpomembnejše reke na poljski strani so Kamienna, Łomnica in Bobr. Prav tako delajo impresivne slapove, kot so Wodospad Kamieńczyka (27 m), Wodospad Szklarki (13,5 m), Wodospad na Łomnicy (10 m) ali Wodospad Podgórnej (10 m).
Glavni greben Krkonošev dela razvodnico med Severnim in Baltskim morjem. Reke na jugu Češke odtekajo v Severno morje, reke na severni poljski strani pa v Baltsko morje.

## Narava
Rečne doline in nižje plasti sestavljajo submontanski pas. Gozdovi trdega lesa in mešani gozdovi so v glavnem nadomestili smrekove monokulture. Samo rečne doline ponujajo ostanke gozdov trdega lesa.
Višji deli sestavljajo montansko vegetacijsko območje. Naravni gozdovi iglavcev so bili v velikih delih nadomeščeni s smrekovo monokulturo, ki je pogosto močno poškodovana zaradi onesnaženja zraka in zakisanja tal. V mnogih krajih je gozd mrtev. Razlog za to je geografska lega v črnem trikotniku regij okoli nemško-poljsko-češke meje, v katerih je veliko termoelektrarn na premog. Čeprav so emisije žveplovega dioksida, ki povzročajo kisli dež, ter emisije mnogih drugih snovi močno zmanjšali od začetka leta 1990, se gozd le počasi obnavlja.
V okolici planinskih koč se raztezajo gorski travniki, bogati z rastlinjem, ki so se ohranili zaradi alpskega pašništva. Po izmenjavi prebivalstva leta 1945 je ta vrsta upravljanja zastala in gorski travniki so bili večinoma zapuščeni.
Nad gozdno mejo približno 1250 do 1350 m je subalpsko vegetacijsko območje, ki ga zaznamujejo skrivenčene lesne rastline, travniki goste trave in subarktična visoka barja. Ta habitat je posebnega pomena v Krkonoših zaradi relikta alpske tundre, kar je bila značilnost v ledeni dobi v srednji Evropi. Hkrati pa je bila povezava z alpskimi travniki v Alpah, saj so tu rastlinske vrste, ki so sicer ločene več tisoč kilometrov, kot jagodičnica Rubus chamaemorus. Nekatere vrste so se razvile zaradi posebnih razmer v Krkonoših v primerjavi z Alpami ali tundro, zlasti v Śnieżne Kotly. So endemične, kar pomeni, da rastejo le tukaj.
Alpsko vegetacijsko območje, za katero so značilne velike skalnate puščave, je mogoče najti le na najvišjih vrhovih (Snežka, Luční Hora, Studniční Hora, Kotel in Szrenica). Tam rastejo le trave, mahovi in lišaji.
Še posebej veliko vrst je na ledinikih, kot so Obří důl, Labský důl in Důl Bílého Labe na južni strani, Śnieżne Kotły, Kocioł Łomniczki in kalderah gorskih jezer Wielki Staw in Maly Staw na severni strani glavnega grebena. Najbogatejša območja se imenujejo Zahrádka ("vrt"). V Krkonoših jih je kakšnih 15, na primer Čertova Zahrádka in Krakonošova Zahrádka.

## Varstvo narave
Na češki in poljski strani je velik del pogorja zaščiten kot narodni park in naravni rezervati.
Češki Narodni park Krkonoši (Krkonošský národní park, KRNAP) je bil ustanovljen leta 1963 kot drugi narodni park na Češkoslovaškem in je najstarejši narodni park na Češkem. Njegova površina je približno 370 kvadratnih kilometrov in vključuje poleg predalpskih območij tudi velik del vznožja gore.
Narodni park Krkonoši na Poljskem (Karkonoski Park Narodowy, KPN) je bil ustanovljen leta 1959 in pokriva površino 55,8 kvadratnega kilometra. Zajema zelo občutljive višje dele pogorja od nadmorske višine okoli 900–1000 m in nekatere posebne naravne rezervate pod tem območjem.
Strogi predpisi za ohranjanje poljskega nacionalnega parka prepovedujejo pogozdovanje poškodovanih in mrtvih gozdov. Na češki strani pa je pogozdovanje velikih območij pogosto.

## Podnebje
Podnebje v Krkonoših je zelo spremenljivo. Zime so hladne, sneg v višini nad 3 metre ni redek. Številni deli gore so prekriti s snegom pet ali šest mesecev. Višje lege so pogosto zavite v gosto meglo. V povprečju je gora Snežka/Sniezka vsaj deloma skrita v megli in/ali oblakih 296 dni na leto. Povprečna temperatura na njej je pribl. 0,2 °C. Glavni greben pripada najbolj vetru izpostavljenim območjem Evrope. Na severni strani je fen pogost meteorološki pojav. Letna količina padavin se giblje od okoli 700 mm ob vznožju gore do 1230 mm na gori. Najvišje padavine s 1512 mm so dosežene v snežnih kotlinah v dolinah ob vznožju glavnega grebena.

## Poselitev
Do srednjega veka gorovje, neprehodni gozdovi in njegovi obronki niso bili poseljeni. Prvi sledovi človeških naselij so v vojvodini Češki blizu dveh poti med Češko in Šlezijo v 12. stoletju.
Prvi val kolonizacije slovanskih naseljencev sega v 13. stoletje, v čas Češkega kraljestva in vključuje le predgorje, medtem ko so bili grebeni gorovja še vedno nenaseljeni. Drugi val kolonizacije je bil v poznejšem 13. stoletju, ko so se do vznožja priseljevali Nemci (nemška vzhodna kolonizacija – Ostsiedlung), ki so najprej kolonizirali šlezijski severni del, kjer so razmere za kmetovanje boljše, pozneje pa južni češki del vzdolž Labe in Úpe. V tem času je bilo ustanovljenih veliko kmečkih naselij, trgov, obrtnih skupnosti in mest, ki so bili osnova za nadaljnjo kolonizacijo gorovja.
Prvi ljudje, ki so raziskovali notranje dele Krkonošev, so bili lovci na zaklade in rudarji, ki so iskali zlato, srebro, rudo in dragocene kamne predvsem na šlezijski strani. V 14. in 15. stoletju so v gore prišli tujci, ki so govorili druge jezike poleg nemškega. Imenovali so jih "Wallen" (Walha), in njihova potovanja so bila zapisana v tako imenovanih "Wallenbüchern" (knjige). Skrivnostni orientacijski znaki so vidni še danes, predvsem na severni strani gorovja.
Na začetku 16. stoletja (1511) so nemški rudarji iz regije v okolici Meissna na Saškem začeli svoje delo v Obří Důl neposredno pod goro Snežka in v istem času odprli številne druge rudnike v drugih delih pogorja kot Svatý Petr (Saint Peter), ki je zdaj del Špindlerjevega Mlina (Spindlermühle).
V 1530-ih se je v Krkonoših pojavil Christopher von Gendorf, koroški plemič in kraljevi višji kapetan kralja Ferdinanda I. Pridobil je celotno gospostvo Vrchlabov (Hohenelbe, dobesedno visoka Laba). Njegov podjetni duh je postal ključnega pomena za nadaljnji razvoj območja. Za podporo rudarjem je ustanovil mnogo manjših naselij v višjih predelih gore. Nadalje je v dolini zgradil delovne peči za predelavo železa in vodna kolesa, potrebna za energijo. Zaradi intenzivne gospodarske dejavnosti so se pojavile prve izkrčene enklave na pobočjih in vrhovih.
Po naročilu Christopherja von Gendorfa so sekali les za rudnik srebra v Kutni Hori in povzročili nepopravljivo škodo. Ta naročila so povzročila tretji val kolonizacije, ki je vplival na gorske grebene. Leta 1566 so povabili drvarje iz alpskih držav, da se naselijo v teh krajih. Ljudje iz Tirolske, Koroške in Štajerske so spremenili naravo gore in bistveno oblikovali kulturno krajino. Na stotine družin, predvsem iz Tirolske, je ustvarilo drugo skupino prebivalcev, ki so govorili drugo nemško narečje in prinesli drugo domačo kulturo v Krkonoše. Na gorskih pobočjih so ustanovili nove naselbine, določili osnovo za kasnejšo govedorejo in zgradili lesene pregrade za zadrževanje vode. Celotno gorovje je bilo že v 17. stoletju gosto naseljena regija s travniškimi enklavami in hišicami (imenovanimi Bauden), ki so jih uporabljali bo paši goveda v poletnih mesecih in včasih celo pozimi. Približno v istem času je Albrecht von Wallenstein pridobil dele gore in mesto Vrchlabí (Hohenelbe) je bilo središče za oboroževanje vojske. V tem času so nekatoliki našli zatočišče v oddaljenih krajih v gorah. Pozneje so celotne skupnosti, ki niso bili katoličani, iz avstrijskih držav našle zatočišče na zdaj pruski severni strani, kjer so se naselili v kraje Marysin, Michalovice, Jagnietkow ali Karpacz (Krummhübel).
V 17. stoletju je bilo gorovje na češki strani razdeljeno med nove lastnike zemljišč, večinoma so bili katoliške vere in iz tujih regij. To so bile družine Harrach, Morzin in de Waggi. Začeli so se spori zaradi meja na območjih, na katerih so se naselili med 1790 in 1810. Sodna odločba iz leta 1790, ki je določala mejo med češkimi gospostvi in šlezijskimi gospostvih Schaffgotsch (ki so imeli v lasti to območje že od srednjega veka), je določala mejo med Češko in Šlezijo.
Republika Češkoslovaška je bila ustanovljena leta 1918 in v naslednjih letih je bil značilen pritok Čehov na češko stran gore. Ti ljudje so delali za vlado (v nasprotju z nemškimi prebivalci so govorili češko in nemško), vendar so nekateri od njih delali tudi v turizmu in upravljali planinske koče, kot so Labská Bouda (nemško Elbfallbaude) ali Vosecká Bouda (nemško Wosseckerbaude). Mnoge od teh postojank so bile prej v lasti plemiških lastnikov zemljišč in češkega pohodniškega kluba (KCT) po Zakonu o zemljiškem nadzoru. Ta priliv se je ustavil, ko so češko stran gore zasedli Nemci leta 1938 in mnogi Čehi so zapustili območje ali pa so bili izgnani. Po drugi svetovni vojni so skoraj celotno nemško prebivalstvo izgnali in ga nadomestili s Poljaki na severni šlezijski strani in s Čehi na južni češki strani pogorja. Danes je gostota prebivalstva na območju narodnega parka za ⅔ nižja kot pred drugo svetovno vojno, saj je območje zavarovano. Veliko hiš se uporablja samo za rekreacijske namene ob koncu tedna. Izmenjava prebivalstva je povzročila upad kulturne krajine. V velikih delih gora se travniki zaraščajo, naselja praznijo, na stotine tradicionalnih hiš in koč propada ali so se spremenile v arhitekturno ničvredne predmete in nešteto spominskih obeležij, kapel, svetišč, zanimivosti in izvirov je bilo uničenih, ker so bili povezani z Nemci ali cerkvijo.

## Značilnosti
Za Krkonoše so značilne številne planinske koče, ki se imenujejo bouda v češčini in baude v nemščini. Imeni sta izpeljani iz srednjevisokonemške besede Buode, kar pomeni kabina ali stavba. Poljsko ime je schronisko. Večino časa se imenuje po kraju ali po graditelju in prvem stanovalcu. Slednje so po izgonu, zlasti zdaj na poljski strani, dobile nova imena. Cele kolonije postojank so se imenovale po družinah, ki so živeli tam. So v višjih delih ali na grebenu Krkonošev in so jih uporabljali pastirji kot poletna zatočišča. Po letu 1800 je nekaj planinskih koč postalo zanimivih za prve pohodnike in proti koncu 19. stoletja so bile mnoge spremenjene v hotele. Pozneje so jih povečali, da so lahko sprejeli več gostov. Znane zgodovinske planinske koče so Luční bouda (Wiesenbaude), Martinova bouda (Martinsbaude) in Vosecká bouda (Wosseckerbaude) na Češkem in Schronisko Strzechą Akademicka (Hampelbaude), Schronisko Samotnia (Teichbaude) in Schronisko na Hali Szrenickiej (Neue Schlesische Baude) na Poljskem. V drugih mestih so bile stare planinske koče nadomeščene z novejšimi zgradbami, ki so bile posebej zgrajene za turiste. Te koče iz 20. stoletja so Petrova Bouda (Peterbaude) ali koča na vrhu gore Snežka.
V Krkonoših so tudi številne zelo zanimive kamnite oblike, kot je Dívčí kameny-Śląskie Kamienie in Mužské kameny-Czeskie Kamienie nad 1400 m na glavnem grebenu, Harrachov kamery na češki strani ali Pielgrzym in Słonecznik na Poljskem. Ti prepereli bloki granita sestavljajo visoke stolpe, ki pogosto spominjajo na ljudi ali živali in dosežejo višino do 30 metrov. Podobne formacije je mogoče najti tudi v drugih delih Sudetov.

## Turizem
Krkonoši so eno izmed najbolj tradicionalnih turističnih območij v srednji Evropi. Že v 18. in 19. stoletju so ljudje pogosto zahajali na Schneekoppe (Snežko) (tudi Theodor Körner ali  Goethe). Umetniki, kot so Caspar David Friedrich in Carl Gustav Carus so hodili po gorah, da bi našli navdih. Ob koncu 19. stoletja sta bila ustanovljena dva planinska kluba, nemški Riesengebirgsverein na šlezijski strani in avstrijski Riesengebirgsverein na češki strani. Oba sta med drugim imela za cilj turistični razvoj Krkonošev, kar je v prvi vrsti pomenilo gradnjo pešpoti. V naslednjih letih so ustvarili mrežo 3000 km, s 500 km v Šleziji in Češkem grebenu.
Pogorje je postalo eno izmed najbolj priljubljenih počitniških območij v nemškem cesarstvu. V obdobju Gründerzeit (obdobje 19. stoletja industrijske in gospodarske rasti) so številni proizvajalci iz Berlina zgradili številne počitniške vile na šlezijski strani, ki so se ohranile do danes in dajejo poseben pridih (Szklarska Poręba (prej Schreiberhau). Neposredna železniška povezava iz Schreiberhaua v Berlin, Breslau, Stettin in Dresden in pozneje celo letalske povezave nemške Lufthanse prek Hirschberga so zagotavljale udoben in hiter prihod. V berlinskem Victorijinem Parku na Kreuzbergu je med 1888 in 1894 arhitekt Hermann Mächtig oblikoval v vrtu slap po zgledu Zackelfalla (Kamieńczyk) in kanal po zgledu Wolfsschluchta (Vlci rokle v Adršpach).
Po letu 1945 in preselitvi nemških prebivalcev so se širila smučišča z novimi žičnicami na obeh straneh pogorja, s tem pa so postale zanemarjene tradicionalne planinske koče. Mnoge so bile žrtve požarov, kot Elbfallbaude, Riesenbaude ali Prinz-Heinrich-Baude. Veliko sprehajalnih poti, smučarskih skakalnic in sankaških prog je v slabem stanju zaradi pomanjkanja vzdrževanja. Čezmejna pohodna pot na glavnem grebenu, imenovana "poljsko-češka pot prijateljstva" je bila končana leta 1980. Gore so na trasi glavne sudetske pešpoti, Główny Szlak Sudecki, ki sledi glavnemu grebenu. Danes so Krkonoši priljubljen turistični cilj poleti in pozimi.

## Najvišji in zanimivi vrhovi
| Češko                               | Poljsko          | Nemško            | Višina | Opomba                                               |
| ----------------------------------- | ---------------- | ----------------- | ------ | ---------------------------------------------------- |
| Sněžka                              | Śnieżka          | Schneekoppe       | 1602 m | najvišji vrh; kabinska žičnica iz Pec pod Sněžkou    |
| Luční hora                          | Łączna Góra      | Hochwiesenberg    | 1555 m | najvišji vrh Češkega grebena                         |
| Studniční hora                      | Studzienna Góra  | Brunnberg         | 1554 m |                                                      |
| Vysoké kolo                         | Wielki Szyszak   | Hohes Rad         | 1509 m | najvišji vrh zahodnih Krkonošev                      |
| Stříbrný hřbet                      | Smogornia        | Mittagsberg       | 1489 m |                                                      |
| Łabski Szczyt -Violík (Labský štít) | Łabski Szczyt    | Veilchenstein     | 1472 m |                                                      |
| Malý Šišák                          | Mały Szyszak     | Kleine Sturmhaube | 1440 m |                                                      |
| Kotel                               | -                | Kesselkoppe       | 1435 m |                                                      |
| Velký Šišák (Smělec)                | Śmielec          | Große Sturmhaube  | 1424 m |                                                      |
| Harrachovy kameny                   | -                | Harrachsteine     | 1421 m |                                                      |
| Mužské kameny                       | Czeskie Kamienie | Mannsteine        | 1416 m |                                                      |
| Dívčí kameny                        | Śląskie Kamienie | Mädelsteine       | 1414 m |                                                      |
| Svorová hora                        | Czarna Kopa      | Schwarze Koppe    | 1411 m |                                                      |
| Růžová hora                         | -                | Rosenberg         | 1390 m |                                                      |
| Kopa                                | Kopa             | Kleine Koppe      | 1377 m |                                                      |
| Liščí hora                          | Lisia Góra       | Fuchsberg         | 1363 m |                                                      |
| Jínonoš                             | Szrenica         | Reifträger        | 1362 m | sedežnica iz Szklarske Porębe                        |
| Lysá hora                           | -                | Kahler Berg       | 1344 m | sedežnica iz Rokytnice nad Jizerou, smučarski center |
| Stoh                                | -                | Heuschober        | 1315 m |                                                      |
| Černá hora                          | Czarna Góra      | Schwarzenberg     | 1299 m | žičnica iz Janské Lázně, TV-stolp, smučarski center  |
| Medvědín                            | Medwiedin        | Schüsselberg      | 1235 m | sedežnica iz Špindlerjevega Mlina, smučarski center  |
| Čertova hora                        | Czarcia Góra     | Teufelsberg       | 1021 m | sedežnica iz Harahova in Rýžovišta, smučarski center |

## Pomembni kraji
- Harahov, Češka
- Karpacz, Poljska
- Kowary, Poljska
- Janské Lázně, Češka
- Pec pod Sněžkou, Češka
- Szklarska Poręba, Poljska
- Špindlerův Mlýn, Češka